# Ibéydé
Ibéydé o Ibeyde és un petit assentament que està situat en el departament de Darh Tama, que forma part de la regió de Wadi Fira, Txad. Les poblacions més properes són Meni-Meni i Abgarna que es troben a uns 2,6 km al sud. L'aeroport més proper és el petit aeroport de Guéréda, que es troba a 42,6 km al nord.